# Богдашић (Томиславград)
Богдашић је насељено мјесто у општини Томиславград, Федерација Босне и Херцеговине, БиХ.

## Становништво
| Демографија | Демографија | Демографија |
| Година      | Становника  | Становника  |
| ----------- | ----------- | ----------- |
| 1961.       | 478         |             |
| 1971.       | 542         |             |
| 1981.       | 420         |             |
| 1991.       | 404         |             |
| 2013.       | 346         |             |